# Stephanshausen

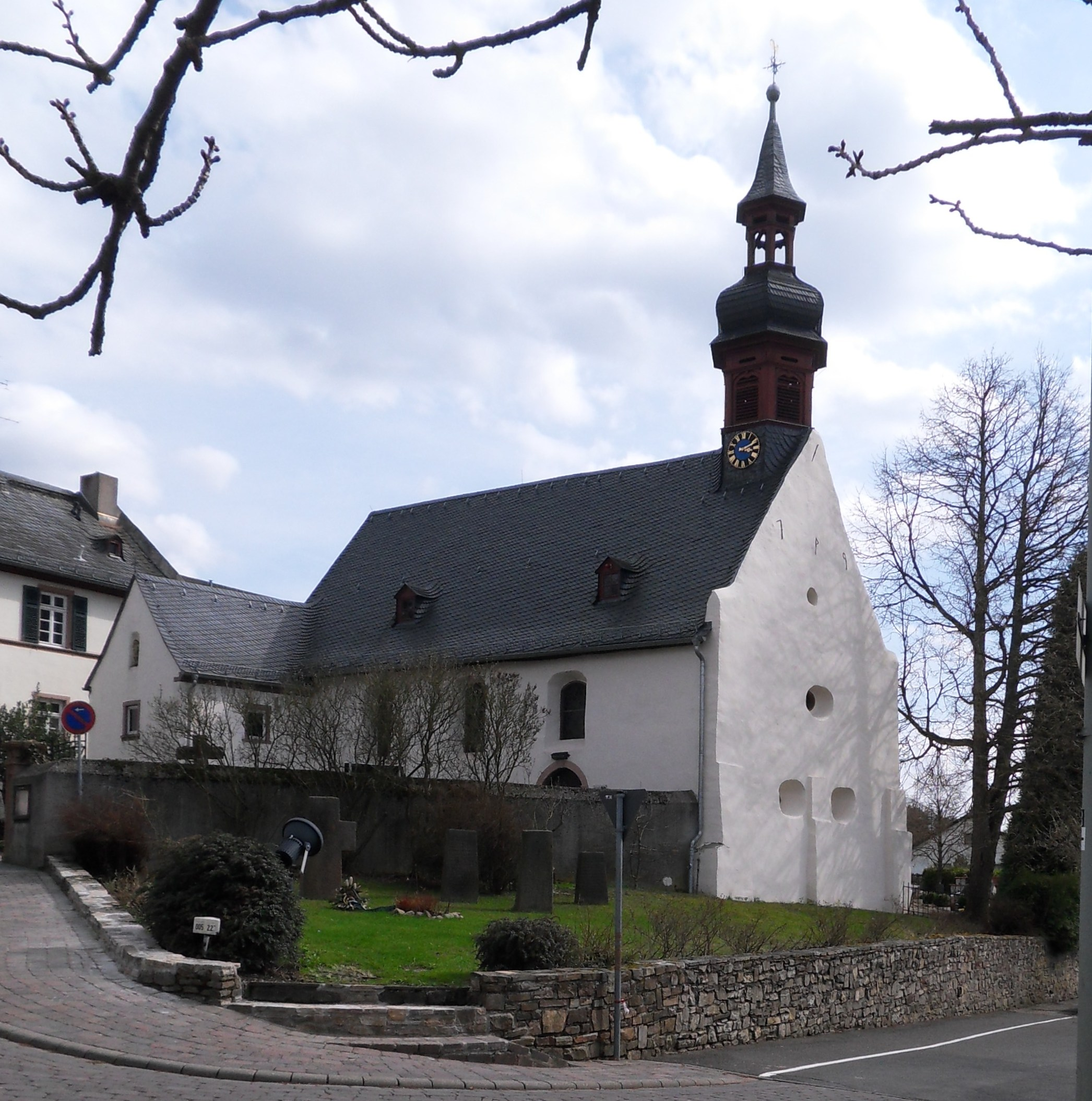
Blick von Nordwesten über das Ehrenmal für die Gefallenen und Vermissten der Weltkriege auf die Pfarrkirche Sankt Michael

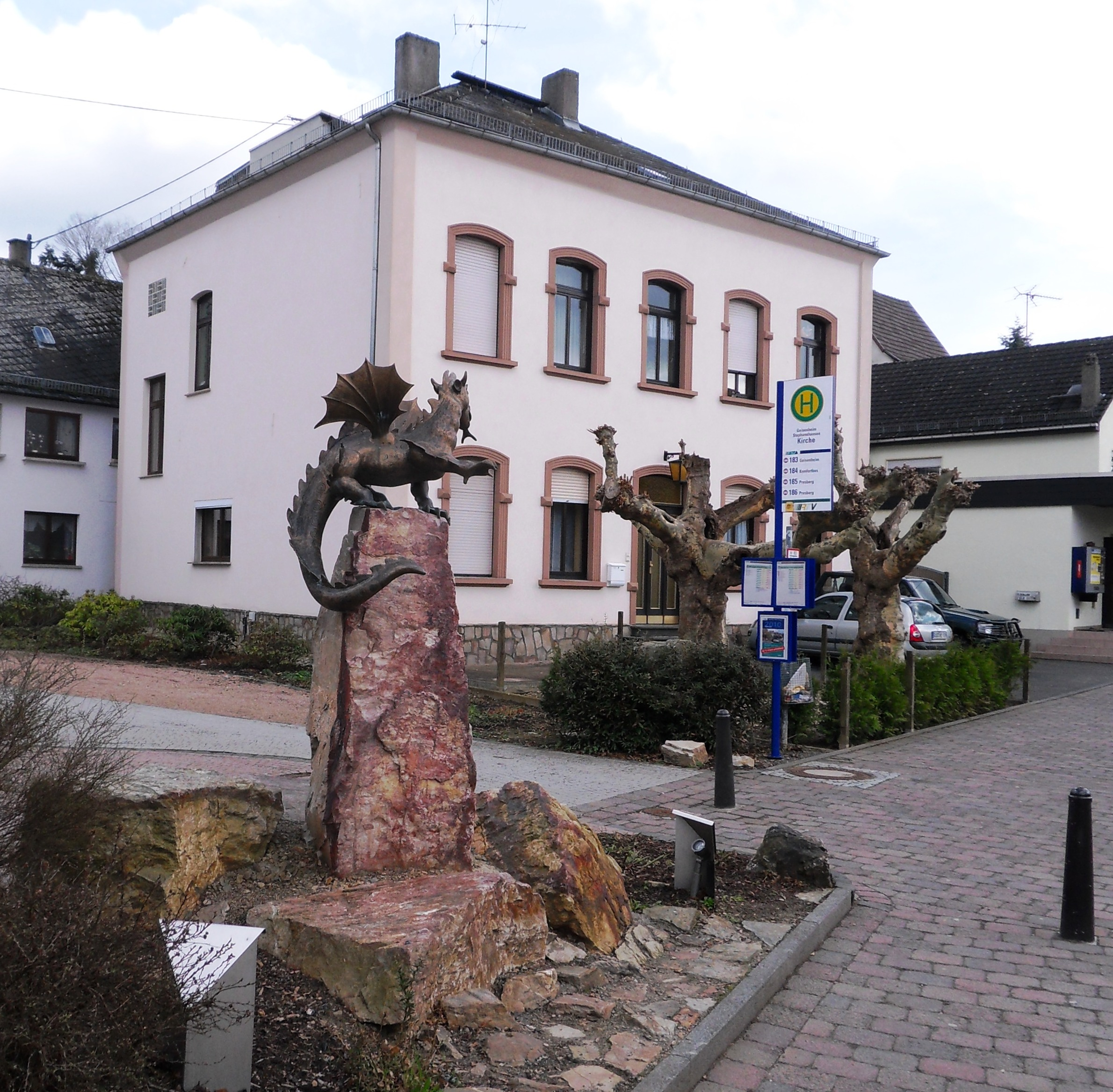
Ortsmitte mit Drachenskulptur auf einem Fels

Willkommens-Schild am Ortseingang

 Stephanshausen  ist der nördlichste Stadtteil der Stadt Geisenheim im südhessischen Rheingau-Taunus-Kreis.

## Geographie
Stephanshausen liegt in einem von Wäldern umschlossenen Rodungsgebiet des Hohen Taunus auf einer Höhe von etwa 320 bis 390 m ü. NN am Oberlauf des nach Süden abfließenden Elsterbachs, der bei Winkel in den Rhein mündet. Die Gemarkung von Stephanshausen gehört vollständig zum Naturpark Rhein-Taunus. Im Gegensatz zu vielen anderen Gemeinden im Rheingau wird hier wegen der klimatischen Bedingungen der Höhenlage kein Wein angebaut.

## Geschichte
Entdeckte Ringwallanlagen, Abfallgruben und Grabhügel in der Nähe des Ortes werden auf das 5.–1. Jh. v. Chr. geschätzt. Eine erste urkundliche Erwähnung von „Stevenshusen“ stammt jedoch erst aus dem 13. Jh. n. Chr.
Im Zuge der Gebietsreform in Hessen wurde die Gemeinde Stephanshausen zum 1. Januar 1977 in die Stadt Geisenheim eingegliedert. Für den Stadtteil Stephanshausen wurde ein Ortsbezirk eingerichtet.

## Politik

### Ortsbeirat
Für Stephanshausen besteht ein Ortsbezirk (Gebiete der ehemaligen Gemeinde Stephanshausen) mit Ortsbeirat und Ortsvorsteher nach der Hessischen Gemeindeordnung.
Der Ortsbeirat besteht aus fünf Mitgliedern. Bei den Kommunalwahlen in Hessen 2021 betrug die Wahlbeteiligung zum Ortsbeirat 61,05 %. Dabei wurden gewählt: ein Mitglied der FDP und vier Mitglieder der „Freien Liste Stephanshausen“ (FLS). Der Ortsbeirat wählte Rudolf Spring (FLS) zum Ortsvorsteher.

### Wappen
Der Gemeinde Stephanshausen im Rheingaukreis ist am 16. Oktober 1958 vom Hessischen Minister des Innern ein Wappen mit folgender Blasonierung genehmigt worden: In Gold ein feuerspeiender, von einer blauen Lanze durchbohrter, grüner Drache.
Nach der Eingliederung wurde der Drache in das Wappen der Stadt Geisenheim integriert. In Stephanshausen gilt der Drache nach wie vor als Symbol des Ortes.
Ein sehr ähnlicher Drache findet sich auch auf dem Stammwappen der Herren von Breidbach die bis ins 18. Jh. das Kirchenpatronat in Stephanshausen besaßen, es legt zumindest die Vermutung nahe, dass dieser Drache Vorbild für das Gemeindewappen war.

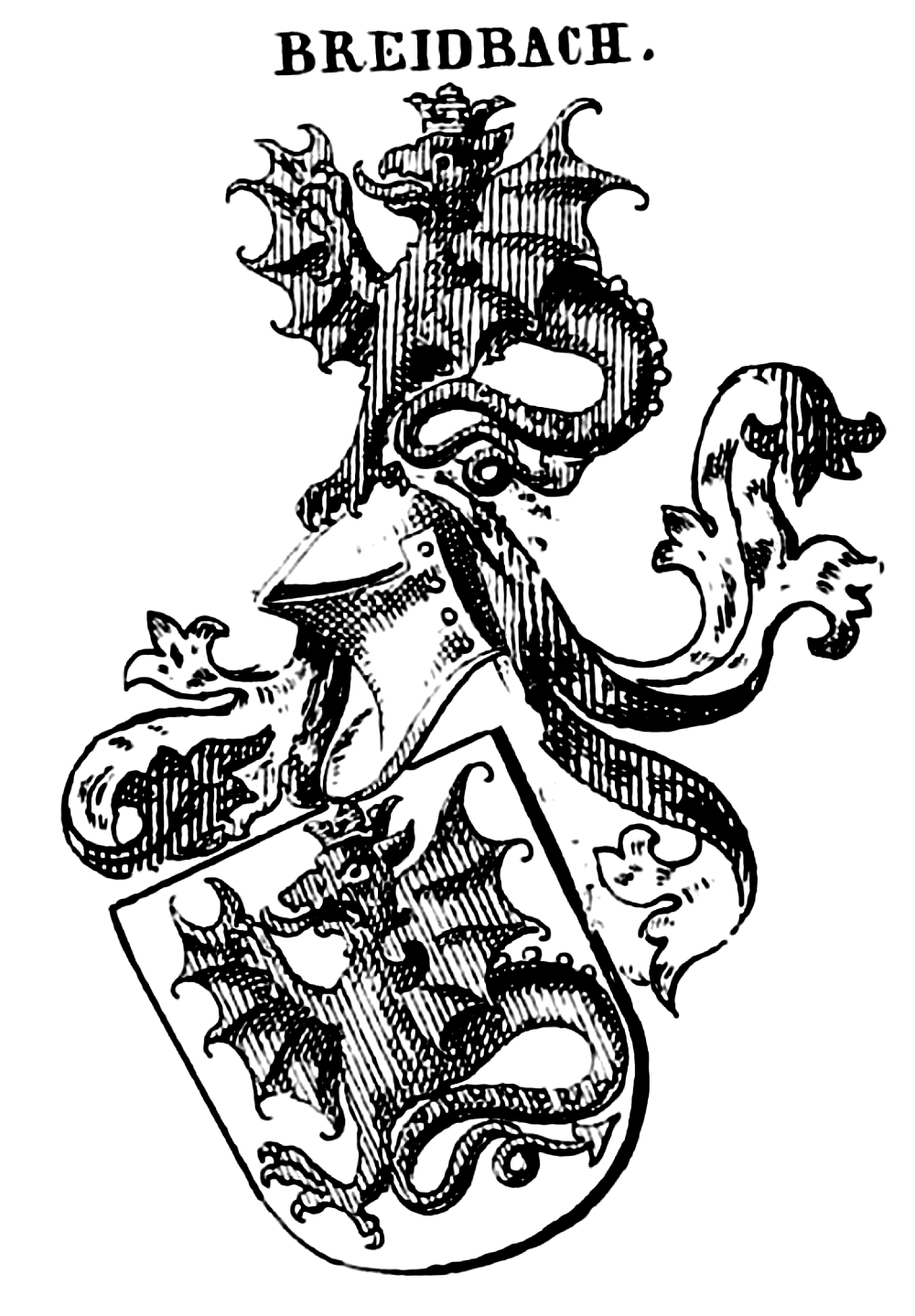
Stammwappen der von Breidbach (Johann Siebmacher)
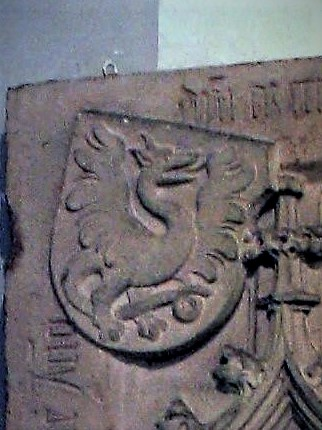
Wappen auf dem Epitaph des Patronatsherrn Johann von Breidbach von 1500 in St. Martin (Lorch)
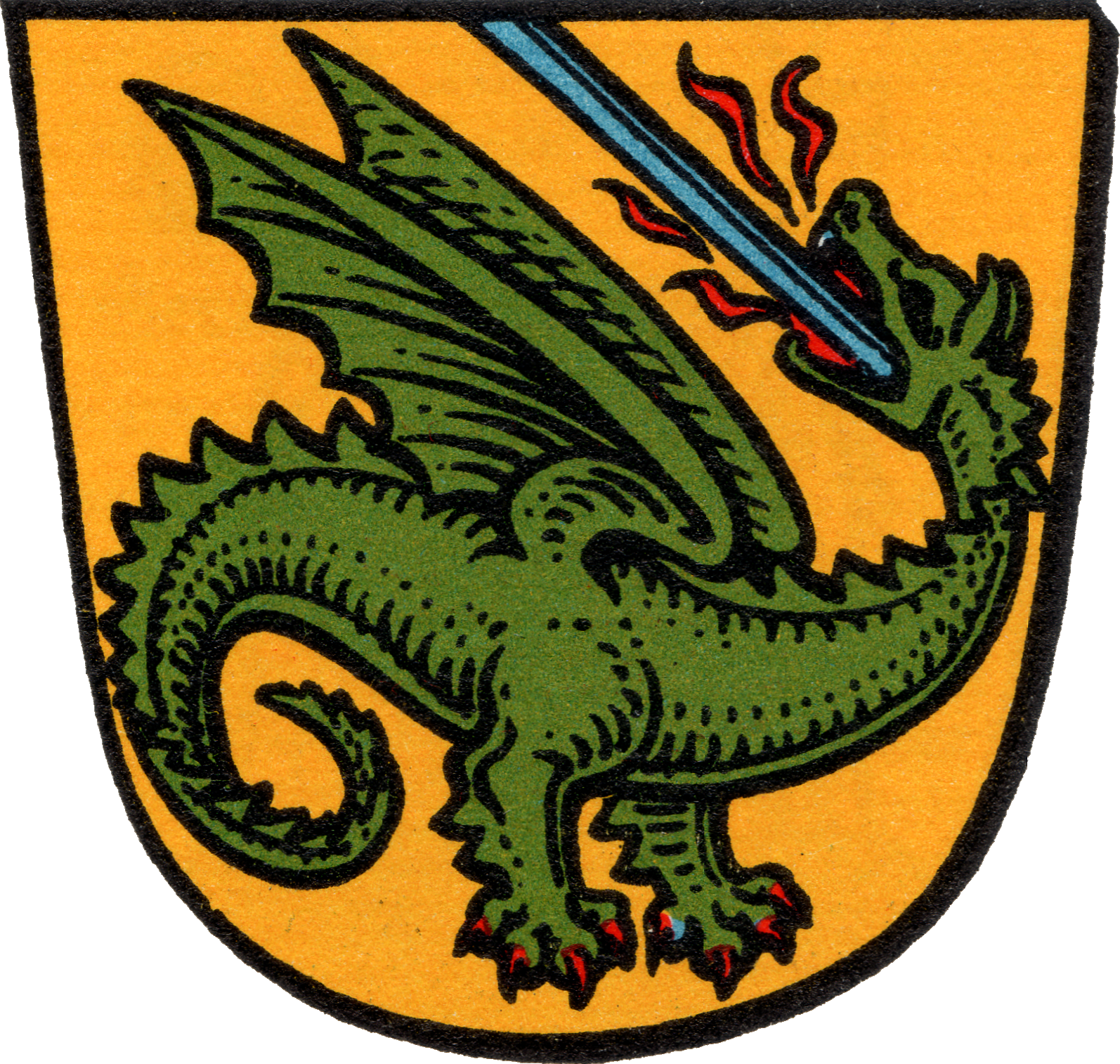
Wappen von Stephanshausen
Wappen von Geisenheim mit „Stephanshäuser“ Drachen

## Verkehr
An das überörtliche Straßennetz ist Stephanshausen durch die Landesstraße L 3272 angeschlossen, die nach Süden über Johannisberg die Verbindung zur Kernstadt Geisenheim herstellt und nach Nordwesten über Presberg ins Wispertal bei Lorch führt.